# Słoboda-Szarhorodśka
Słoboda-Szarhorodśka (ukr. Слобода-Шаргородська) – wieś na Ukrainie, w obwodzie winnickim, w rejonie żmeryńskim. W 2001 liczyła 2581 mieszkańców, spośród których 2564 posługiwało się językiem ukraińskim, 16 rosyjskim, a 1 mołdawskim.